# 高田友助
高田 友助（たかた ともすけ、1882年（明治15年）8月10日 - 1961年（昭和36年）1月7日）は、大日本帝国陸軍軍人。最終階級は陸軍中将。

## 経歴・人物
福岡県糸島市出身。1902年（明治35年）陸軍士官学校第14期卒業。
1926年（大正15年）3月に陸軍歩兵大佐に昇級し、京都連隊区司令官に発令され、1928年（昭和3年）3月に歩兵第20連隊長、1929年（昭和4年）8月に陸軍省人事局恩賞課長を経て、1931年（昭和6年）8月に陸軍少将に進み、歩兵第29旅団長となる。
ついで、1934年（昭和9年）3月に近衛歩兵第1旅団長を経て、1935年（昭和10年）8月1日に陸軍中将に進級と同時に待命、同月28日に予備役に編入した。
1947年（昭和22年）11月28日、公職追放仮指定を受けた。

## 親族
娘の娘は女優の馬渕晴子

## 栄典
勲章等
- 1934年（昭和9年）9月8日 - 勲二等瑞宝章[6]
- 1940年（昭和15年）8月15日 - 紀元二千六百年祝典記念章[7]